# Colletes meyeri
Colletes meyeri är en biart som beskrevs av Noskiewicz 1936. Colletes meyeri ingår i släktet sidenbin, och familjen korttungebin. Inga underarter finns listade i Catalogue of Life.